# Слоттсберг, Шарлотта
Шарлотта Слоттсберг (швед. Charlotta Slottsberg, полное имя Gustava Charlotta Slottsberg; 1760—1800) — шведская балерина, одна из первых балерин шведского Королевского балета. Известная любовница будущего шведского короля Карла XIII.

## Биография
Родилась 29 мая 1760 года в Стокгольме. Единственный ребёнок в семье парикмахера Андреаса Слоттберга (Andreas Slottberg, род. 1723) и танцовщицы Ловисы Шарлотты Шубардт (Lovisa Charlotta Schubardt, род. 1737). Фамилия ее отца на самом деле была Slottberg, но написание Slottsberg всегда использовалось Шарлоттой. Мать и тёти Шарлотты по материнской линии — Анна (Anna Margareta Schubart, род. 1740) и Сабина (Sabina Juliana Schubart, род. 1748) были танцорами, и в октябре 1771 года были зарегистрированы в Швеции как члены балета французского театра Du Londel. Считается, что именно от своей матери и тётей она получила свое начальное образование.

### Балерина
Танцевать в качестве балерины начала в 1773 году в том же театре, где работала её мать и тёти. В этом же году был создан шведский Королевский балет и Шарлотта перешла в него вместе с другой шведской балериной — Магдаленой Лундблад. Дебютировала в роли Гименея в знаменитой шведской опере Thetis och Pelée вместе с Элизабет Олин и Карлом Стенборгом. Затем последовали многие другие роли, которые она играла на сцене Королевского балета. Она была в числе первых местных балерин, когда в шведском балете доминировали иностранные танцоры. Была любимым партнером французского танцора Антуана Бурнонвилля, выступавшего в Швеции. Была назначена главной балериной театра в сезоне 1786—1787 годов и проработала в нём по 1789 год. Она считалась ведущей балетной танцовщицей Швеции в 1770—1780 годах.

### Куртизанка
Шарлотта Слоттсберг была также известна как куртизанка, у нее было несколько состоятельных любовников, от которых она получала финансовую поддержку. Уже в 1774 году, в возрасте четырнадцати лет, она была любовницей австрийского посла графа Джозефа Клеменса фон Каунитц-Ритберга (Joseph Clemens von Kaunitz-Rietberg). В числе других её известных любовников были государственные деятели граф Фредрик Спарре и Карл Зеле, а также некоторые другие представители аристократических кругов и дипломатического мира.
С 1777 года Шарлотта была любовницей принца Карла (будущий король Карл XIII), брата короля Густава III, который стал самым известным из всех ее любовников. Их роман с перерывами продолжался около двадцати лет, считался скандальным, породил много негативных слухов о Карле. Шарлотте Слоттсберг никогда не позволяли посещать королевский двор или занимать какую-либо должность официальной любовницы из-за ее репутации куртизанки. У принца Карла были одновременно и другие любовницы, тем не менее Шарлотту он называл «любимой султаншей гарема». 
Шарлотте Слоттсберг приписывают влияние на герцога Карла, что вызывало у окружающих враждебность к ней. Говорили, что она заинтересовала его культурой, вдохновляла писать пьесы, поддерживала его, когда Карл впадал в депрессию. В 1790 году, по слухам, ей было предложено денежное пособие от короля Густава III в обмен на отказ отношений с Карлом. Как бы то ни было, с  1795 года их отношения стали более сдержанными, а с 1797 года прекратились.

### Личная жизнь
Благодаря своим связям Шарлотта приобрела значительное состояние. Она жила в Стокгольме в роскошно обставленной квартире. У нее также была усадьба в Järva. Она была влюблена в кавалериста Адольфа Хейтмюллера (Adolf Fredrik Heitmüller), но в 1799 году она вышла замуж за офицера флота капитана Адольфа Гранхольма ( Adolph Granholm).
Шарлотта Слоттсберг умерла 29 мая 1800 года в Стокгольме от сердечного приступа после выкидыша. Была торжественно похоронена в стокгольмской церкви Jacobs kyrka. 
До настоящего времени сохранились её некоторые письма. Она упоминается в книге «Mistresses of Swedish Royalty», ISBN 9781155371221, ISBN 1155371224.